# 村田全
村田 全（むらた たもつ、1924年3月11日 - 2008年7月6日）は、日本の数学史学者・数理哲学者、立教大学名誉教授。

## 来歴
兵庫県出身。1948年、北海道帝国大学理学部卒。同大学数学科助手となり、高崎市立短期大学教授を経て、立教大学理学部助教授に就任。
1971年3月、「Problems of the mathematical infinity : on some aspects of the concept of anti-set-theoretical totality（数学的無限についての諸問題）」で慶應義塾大学文学博士。同年、立教大学理学部教授に就任。フランス高等科学研究所（IHES）研究員やフンボルト大学交換教授などを歴任。
1989年、立教大学を定年退任、名誉教授、桃山学院大学文学部教授。1994年、退職。1972年から1974年まで、フランス国立科学研究センター研究員。国際科学史アカデミー会員。

## 著書
- 『数学をきずいた人々』さ・え・ら書房「さ・え・ら伝記ライブラリー」、1967、新装版2008
- 『数学史散策』ダイヤモンド社、1974年。NDLJP:12608854。
- 『数学と歴史のはざま』玉川大学出版部〈玉川選書〉、1976年。NDLJP:12620270。
- 『数学史の世界』玉川大学出版部〈玉川選書〉、1977年。NDLJP:12608828。
- 『日本の数学 西洋の数学－比較数学史の試み』中央公論社〈中公新書〉、1981年。NDLJP:12608087。／ちくま学芸文庫、2008
- 『数学と哲学との間』 玉川大学出版部、1998

## 共著編
- 『数学概論 大学教養』吉田洋一共著、同文書院、1961年。NDLJP:2421977。
- 『数学の思想』茂木勇共著、日本放送出版協会〈NHKブックス〉、1966年。NDLJP:1381580。改版2024
- 『数学のすすめ』赤摂也、前原昭二共編、筑摩書房〈学問のすすめ 9〉、1969年。NDLJP:12607372。
- 『数理科学の諸問題』赤摂也、茂木勇共編、筑摩書房〈数学講座 17〉、1971年。NDLJP:12607525。
- 『数学史』伊東俊太郎、原亨吉共著、筑摩書房〈数学講座 18〉、1975年。NDLJP:12608865。
- 『学問の中の私』編著　玉川大学出版部、1995
- 『エレアのゼノン 鼎談』平井啓之、山川偉也共著　桃山学院大学総合研究所、2009

## 翻訳
- マルセル・ボル（英語版）『数学の歩み』白水社〈文庫クセジュ〉、1954年。NDLJP:1374273。改訳版、1967年、NDLJP:2422216。
- ジャン・イタール（フランス語版）『整数論』白水社〈文庫クセジュ〉、1965年。NDLJP:1380941。
- ガストン・カザノヴァ『ブール代数』小室博昭共訳、白水社〈文庫クセジュ〉、1968年。NDLJP:1382785。
- S.ボホナー『科学史における数学』みすず書房、1970年。NDLJP:12608805。
- ブルバキ『数学史』清水達雄共訳、東京図書、1970年。NDLJP:12608795。新装版、1984年、NDLJP:12608061。新版1993ほか／ちくま学芸文庫（上下） 2006
- ランスロット・ホグベン『数学の世界』吉田洋一監訳 芹沢正三、川尻信夫共訳、河出書房新社、1970年。NDLJP:12608799。
  - 『数学の世界』 上、1975年。NDLJP:12608861。 下、1975年。NDLJP:12608842。
- ル・リヨネ（英語版） 編『数学思想の流れ』 1巻、監訳、東京図書、1974年。NDLJP:12608767。2巻、1974年、NDLJP:12608766。3巻、1975年、NDLJP:12608775。新版1988
- A.K.サボー『数学のあけぼの ギリシアの数学と哲学の源流を探る』伊東俊太郎、中村幸四郎共訳、東京図書、1976年。NDLJP:12608829。
- G.カントル『超限集合論』功力金二郎共訳、共立出版〈現代数学の系譜 8〉、1979年。NDLJP:12608434。
- ヴァン・デル・ウァルデン『数学の黎明 オリエントからギリシアへ』佐藤勝造共訳、みすず書房、1984年。NDLJP:12608064。